# Delad källkod
Delad källkod, på engelska Shared Source, är ett initiativ från Microsoft som innebär att den slutna källkoden öppnas upp för utomstående, exempelvis myndigheter och institutioner under starka restriktioner, bland annat får man aldrig mer syssla med öppen källkod inom samma område. Med delad källkod kan kommersiella företag behålla kontrollen över källkoden, men samtidigt även dela med sig koden till andra. 
Initiativet Shared Source är ursprungligen tänkt att vara en hybrid mellan öppen källkod och stängd källkod och kan anses vara Microsofts svar på öppen källkod.

## Öppen källkod, fria licenser

### Microsoft Public License (Ms-PL)
Detta är den minst restriktiva av Microsofts licenser och möjliggör distribution av kompilerad kod för antingen kommersiella eller icke-kommersiella ändamål på en licens som överensstämmer med MS-PL.

### Microsoft Reciprocal License (Ms-RL)
Denna Microsoft licensen tillåter distribution av härledd kod så länge modifierade filer ingår och att den behåller Ms-RL licensen.

## Icke-fria licenser

### Microsoft Reference Source License (Ms-RSL)
Detta är den mest restriktiva av de Microsoft Shared Source-licenser. Källkoden finns tillgänglig för att visas endast avsedd för referens, främst för att kunna visas under felsökning.

### Microsoft Limited Public License (Ms-LPL)
Detta är en version av Microsoft Public License där rättigheter endast beviljas utvecklare av Microsoft Windowsbaserad programvara. Ms-LPL anses vara icke-fri licens av Free Software Foundation.

### Microsoft Limited Reciprocal License (Ms-LRL)
Detta är en version av Microsoft ömsesidiga licens där rättigheter endast beviljas om att utveckla programvara för en Microsoft Windows-plattformen. Precis som MS-LPL, licens är detta inte open source, eftersom det inte är teknikneutralt.